# Émalleville
Émalleville is een gemeente in het Franse departement Eure (regio Normandië) en telt 532 inwoners (2004). De plaats maakt deel uit van het arrondissement Évreux.

## Geografie
De oppervlakte van Émalleville bedraagt 4,2 km², de bevolkingsdichtheid is 126,7 inwoners per km².
De onderstaande kaart toont de ligging van Émalleville met de belangrijkste infrastructuur en aangrenzende gemeenten.

## Demografie
Onderstaande figuur toont het verloop van het inwonertal (bron: INSEE-tellingen).